# Мао (Чад)
Вижте пояснителната страница за други значения на Мао.
Мао (на френски: Mao) е град в Западен Чад. Главен административен център е на едноименните регион и департамент Канем. Разположен е в пустинята Сахара на около 250 km на север от столицата Нджамена. Между Мао и Нджамена се намира езерото Чад. Има малко летище. Население 13 277 от преброяването през 1993 г.